# USS Franklin (1815)
USS Franklin – amerykański 74 działowy okręt liniowy służący w United States Navy.
Budowę rozpoczęto w 1815, nadzorowali ją Samuel Humphreys i Charles Penrose. Był pierwszym okrętem, którego stępkę położono w Philadelphia Naval Shipyard.
"Franklin" popłynął w swój pierwszy rejs 14 października 1817, jego dowódcą wtedy był Master Commandant H. E. Ballard. Z Filadelfii udał się na Morze Śródziemne. Następnie przejął rolę okrętu flagowego amerykańskiej Eskadry Śródziemnomorskiej. Pływał po tych rejonach do marca 1820. Do Nowego Jorku wrócił 24 kwietnia 1820.
Od 11 listopada 1821 do 29 sierpnia 1824 był okrętem flagowym Eskadry Pacyfiku. "Franklin" został odstawiony do rezerwy i pozostawał w niej do lata 1843, gdy został przydzielony do Bostonu jako okręt koszarowy. Pełnił tę rolę do 1852, gdy został zabrany do Portsmouth, spalony i rozebrany.